# Theobald Thier
Theobald Carl Ludwig Thier (Stuttgart, 12 april 1897 - Krakau, 12 juli 1949) was een Duitse officier en SS-Brigadeführer en Generalmajor in de politie. Hij was werkzaam als SSPF in Rusland, Polen en Tsjecho-Slowakije. Hij werd in 1949 als oorlogsmisdadiger terechtgesteld.

## Leven
Thier was de zoon van een koopman en ging naar het voortgezet onderwijs (Realschule). Thier nam als soldaat in de Deutsches Heer deel aan de Eerste Wereldoorlog. Hij sloot zich na de oorlog aan bij een vrijkorps. Daarna volgde hij een opleiding voor agrariër en werd landeigenaar. Op 9 november 1923 nam hij aan de Bierkellerputsch deel. Thier was in 1923 al lid van de NSDAP, maar verliet in 1926 de heropgerichte partij. Daarna werkte hij als agrariër en rentmeester in Chili. In Chili trad hij begin mei 1933 weer toe tot de NSDAP/AO. In de loop van 1935 keerde hij terug naar Duitsland, en werd hij ook lid van de SS. Eerst was hij lid van de staf van de SS-Abschnitt XVI en van mei 1935 tot augustus 1935, was hij de adjudant van Hans-Adolf Prützmann. Aansluitend was hij werkzaam in de staf van SS-Oberabschnitt Südwest, daarna gaf hij vanaf mei leiding aan de I. Sturmbann van de 13. SS-Standarte. Van mei 1937 tot mei 1939 was hij leider van de 55. SS-Standarte Weser en aansluitend tot oktober 1939 van de SS-Abschnitt XV. 
Na de uitbraak van de Tweede Wereldoorlog, was hij als stafchef (Stabsführer) bij de HSSPF Danzig-West-Pruisen ingezet. Daarna was hij van november 1940 tot november 1942 lid van de SS-Oberabschnitt Weichsel. In 1941 was hij gemeenteraadslid in Gotenhafen. Van juni 1941 tot eind november 1941 was hij in de Einsatzstab van Paul Wegener in Noorwegen werkzaam. Begin december 1941 was hij één maand werkzaam in het Reichssicherheitshauptamt. Vanaf april 1942 was hij bij de HSSP Ost als inspecteur ingezet. Thier was als SSPF Kaukasus-Koeban gepland, maar tot de inrichting van HSSPF Kaukasus onder Gerret Korsemann kwam het niet. Vanaf februari 1943 was hij enige maanden in Leipzig en Danzig werkzaam.
Vanaf begin mei 1943 tot juli 1943 was Thier SSPF te werk gesteld op het Kertsch-schiereiland Taman en aansluitend tot midden februari 1944  was hij SSPF Lemberg. In Lemberg zette hij de "opgravingen" van de massagraven op en was hij behulpzaam bij het "oplossen" van het werkkamp Janovska. Thier was ook betrokken bij de partizanenbestrijding. In een pamflet dat hij schreef, riep hij op tot overlopen van de Poolse partizanen: "Alleen de Joden moeten sterven. Dood hen!". Van midden februari 1944 tot januari 1945 was Thier SSPF Krakau. Vanaf maart 1945 was Thier als HSSPF Nordsee ingezet.
Na het einde van de oorlog, werd Thier op 22 juli 1949 gearresteerd en werd hij naar Polen overgebracht. Daar werd hij op 10 december 1948 in Krakau ter dood veroordeeld. Op 12 juli 1949 werd hij terechtgesteld. Er bestaat een andere versie waarin hij in gevangenschap overleden is.

## Familie
Thier trouwde op 30 december 1919 met Dora Gisela Ella Kraus. Het echtpaar kreeg vier kinderen.

## Carrière
Thier bekleedde verschillende rangen in zowel de Deutsches Heer als Allgemeine-SS. De volgende tabel laat zien dat de bevorderingen niet synchroon liepen.
| Datum            | Deutsches Heer       | Allgemeine-SS          | Heer                     | Politie                    |
| ---------------- | -------------------- | ---------------------- | ------------------------ | -------------------------- |
| 1914             | Soldat               | —                      | —                        | —                          |
| 25 februari 1915 | Gefreiter            | —                      | —                        | —                          |
| 24 december 1916 | Unteroffizier        | —                      | —                        | —                          |
| 31 augustus 1917 | Vizefeldwebel        | —                      | —                        | —                          |
| 25 oktober 1918  | Leutnant der Reserve | —                      | —                        | —                          |
| 8 mei 1935       | —                    | SS-Obersturmführer     | —                        | —                          |
| 20 april 1936    | SS-Hauptsturmführer  | —                      | —                        | —                          |
| 1 maart 1937     | —                    | —                      | Leutnant der Reserve     | —                          |
| 1 mei 1937       | —                    | SS-Sturmbannführer     | —                        | —                          |
| 20 april 1938    | —                    | SS-Obersturmbannführer | —                        | —                          |
| 1 november 1938  | —                    | SS-Standartenführer    | —                        | —                          |
| 1 december 1938  | —                    | —                      | Oberleutnant der Reserve | —                          |
| 1 augustus 1939  | —                    | —                      | Hauptmann der Reserve    | —                          |
| 9 november 1940  | —                    | SS-Oberführer          | —                        | —                          |
| 9 november 1942  | —                    | SS-Brigadeführer       | —                        | Generalmajor in de politie |

## Lidmaatschapsnummers
- NSDAP-nr.: 1 744 848[11] (lid geworden februari 1923, hernieuwd lid mei 1933)[12]
- SS-nr.: 250 198[11] (lid geworden juni 1933? - juni 1936?[12])

## Onderscheidingen
- Kruis voor Oorlogsverdienste, 1e Klasse (30 januari 1944)[10]  en 2e Klasse (1 september 1941)[10] met Zwaarden[12]
- IJzeren Kruis 1914, 1e Klasse[14](8 november 1918)[10] en 2e Klasse (15 januari 1917)[10]
- Herhalingsgesp bij IJzeren Kruis 1939, 2e Klasse (1943[12]- 19 september 1943[10])
- Gewondeninsigne 1918 in zwart[14][12]
- Erekruis voor Frontstrijders in de Wereldoorlog[14][12]in 1935[10]
- Rijksinsigne voor Sport in goud[13]op 19 januari 1938[10]
- Sportinsigne van de SA in brons[13]in januari 1936[10]
- Ehrendegen des Reichsführers-SS[12]
- SS-Ehrenring[12]
- Landesorden[14][12]
- Julleuchter der SS op 16 december 1936[10]
- Dienstonderscheiding van de NSDAP in brons[10]